# Jumanji: Další level
Jumanji: Další level (v anglickém originále Jumanji: The Next Level) je americký rodinný komediální film z roku 2019, který je pokračováním filmu Jumanji: Vítejte v džungli! z roku 2017. Premiéru měl dne 13. prosince 2019 v USA a 5. prosince 2019 v Česku. Hlavní role ztvárnili herci Dwayne Johnson, Kevin Hart, Karen Gillanová a Jack Black. Film byl opět natočen dle knižní předlohy Jumanji od spisovatele Chrise Van Allsburga.

## Děj
Mladá čtveřice teenagerů (Spencer, Bethany, Martha a Chláďa) se rozutekla na různé univerzity a vídají se tak málo. Spencer se proto rozhodne všechny pozvat na sraz na Vánoce do rodného města. Všichni se zde po dlouhé době setkávají kromě Spencera, který nezvedá telefony a neodpovídá na zprávy. Rozhodnou se ho proto hledat, ale nenajdou ho ani doma. Tam je pouze jeho děda, který má potíže s pohybem a pozve kamarády dál. Ve sklepě najdou pouze Spencerův mobil a opravenou hru Jumanji. Omylem jsou všichni vtaženi do hry jumanji a budou znovu prožívat nové dobroružství, tentokrát však v trochu jiných postavách.

## Obsazení
| Dwayne Johnson   | Dr. Hořan Bravestone (Spencerův avatar + jeho dědečka)    |
| Karen Gillanová  | Rubby Roundhouse (Marthin avatar)                         |
| Kevin Hart       | Franklin Myš Finbar (Anthonyho avatar + Milo Walkera)     |
| Jack Black       | prof. Shledon Shelly Oberon (Bethanin + Anthonyho avatar) |
| Alex Wolff       | Spencer Gilfin                                            |
| Ser'Darius Blain | Anthony Chláďa Johnson                                    |
| Nick Jonas       | Jefferson McDonough (Alexův avatar)                       |
| Morgan Turner    | Martha Kaply                                              |
| Madison Iseman   | Bethany Walker                                            |
| Colin Hanks      | Alex Vreeke                                               |
| Danny DeVito     | Spencerův děda                                            |
| Danny Glover     | Milo Walker                                               |